# Thomas de Quincey
Pour les articles homonymes, voir Quincey.
Thomas de Quincey (Manchester, 15 août 1785 – Édimbourg, 8 décembre 1859) est un écrivain britannique connu notamment pour Confessions d'un mangeur d'opium anglais (1822).

## Biographie

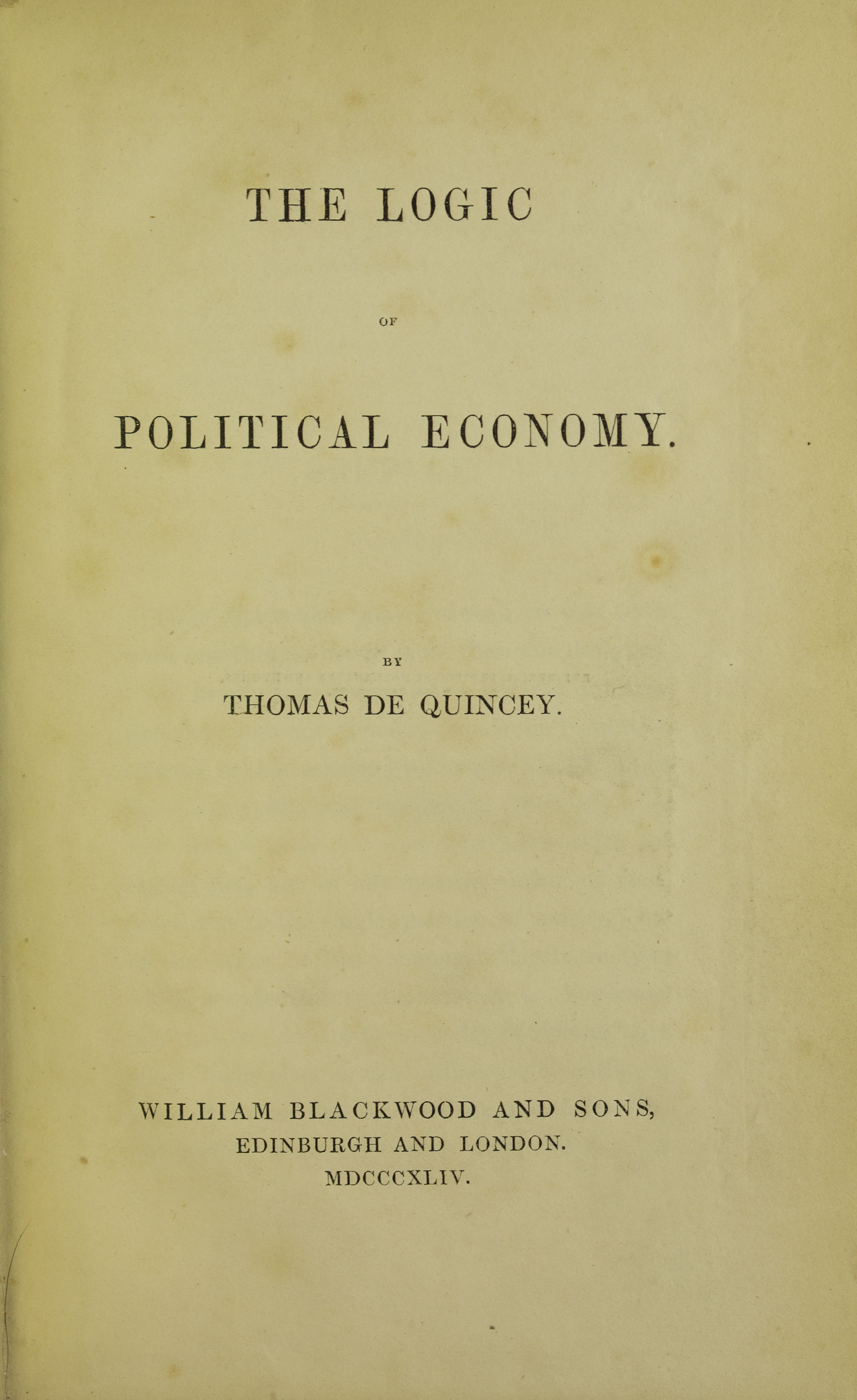
The Logic of Political Economy, 1844.

Thomas de Quincey naît au 86 Cross Street, dans la ville industrielle de Manchester (Lancashire). Peu après sa naissance, ses parents emménagent à La Ferme puis rapidement s'installent dans une ferme plus grande à Chorlton-on-Medlock, près de Manchester. Son père, marchand notable féru de littérature, meurt alors que Thomas n'a que huit ans. En 1796, trois années après cette mort, sa mère, Elizabeth Penson, quitte Manchester pour Bath. Là, Thomas est envoyé à la King Edward's School à Birmingham. De nature faible et souvent malade, Thomas est un enfant solitaire, à la différence de son frère aîné William, fauteur de troubles. Leur mère, qui compte parmi ses amies Hannah More, est une femme intelligente et de caractère, semblant plutôt inspirer la crainte que l'amour à ses enfants. Elle les élève sévèrement, retirant Thomas de la King Edward's School après trois ans d'études, craignant qu'il ne devienne trop instruit. Le jeune garçon est envoyé dans un établissement au niveau d'instruction bien moins bon, la Manchester Grammar School, et il semblerait que c'est à cette période, en 1799, qu'il lit pour la première fois les Lyrical Ballads de Wordsworth et Coleridge qu'il rencontrera l'un et l'autre plus tard.
En 1802, à dix-sept ans, Thomas de Quincey s'enfuit de la Manchester Grammar School pour rejoindre le Pays de Galles. Avant de rentrer chez lui, il mène une vie misérable à Londres. Réduit à la mendicité, affaibli, il s'évanouit un jour dans la rue et est recueilli par une jeune prostituée de seize ans, Ann. Il la perd sans recours en manquant l'un de ses rendez-vous. Par la suite, son souvenir hante son esprit.
C'est durant ses années d'études au Worcester College d'Oxford que Quincey découvre l'opium, dont il fait d'abord un usage strictement thérapeutique, pour apaiser ses douleurs à l'estomac.
En 1807, il devient ami intime de Coleridge, qui le fait entrer dans le cercle des Poètes du Lac, où il fait la connaissance, entre autres, de William Wordsworth. Il les rejoint pour quelque temps dans la région du Lake District.
Entre 1812 et 1813, il consomme régulièrement de l'opium, arrivant à contrôler ses doses. Il épouse Margaret Simpson, fille de fermier, qui lui donne six enfants (il est veuf en 1837).
Ayant dilapidé sa fortune personnelle, il se lance dans une carrière de journaliste qui lui permet de subvenir aux besoins de sa famille pour les trente années à venir.
En 1816 il s'installe à Édimbourg. Il devient totalement dépendant de l'opium, ce qui lui inspire les Confessions d'un mangeur d'opium anglais (1822), où il s'analyse lucidement face à la drogue. Cet ouvrage est traduit par Alfred de Musset et repris et commenté par Baudelaire dans Les paradis artificiels pour décrire les répercussions physiques et mentales de la prise d'opium.
Il est aussi évoqué dans le poème « Cors de chasse » d'Apollinaire, dans Alcools.
En 1827, Quincey publie De l'assassinat considéré comme un des beaux-arts, dans lequel des érudits devisent d'affaires criminelles comme s'il s'agissait de chefs-d’œuvre et élaborent les critères « esthétiques » d'un « bel » assassinat.

## Œuvres

### En anglais
- Confessions of an English Opium Eater, 1822 (Confessions d'un mangeur d'opium anglais).
- On the Knocking at the Gate in Macbeth, 1823 (Sur le heurt à la porte dans « Macbeth »).
- Walladmor, 1825.
- Murder Considered as One of the Fine Arts, 1827 (De l'Assassinat considéré comme un des Beaux-Arts).
- Klosterheim, or The Masque, 1832.
- Lake Reminiscences, 1834-40.
- The Logic of Political Economy, 1844.
- Suspiria de Profundis, 1845 (ou 1846 ?).
- The Spanish Military Nun (La Nonne militaire d'Espagne), publiée dans les numéros de mai, juin et juillet 1847 du Tait´s Edinburgh Magazine.
- The English Mail Coach, 1849 (La Malle-poste anglaise).
- Autobiographical Sketches, 1853 (Esquisses autobiographiques).
- Selections Grave and Gay, from the Writings, Published and Unpublished, by Thomas De Quincey, 1853-1860 (14 vol.)
- Collected Writings, 1889.
- Uncollected Writings, 1890.
- The Posthumous Works, 1891-93.
- Memorials, 1891.
- Literary Criticism, 1909.
- The Diary, 1928.
- Selected Writings, 1937.
- Recollections of the Lake Poets, 1948 (written 1830-40).
- New Essays, 1966.
- Literarische Portraits — Schiller, Herder, Lessing, Goethe.

### En français
- Jeanne d'Arc, éditeur Stalker, Paris, 2007.
- Les Derniers Jours d'Emmanuel Kant, Toulouse, Ombres, 1998  (ISBN 2-84142-030-2) rééd. Paris, Allia, 2004, 96 p.  (ISBN 2-84485-151-7).
- Confessions d'un mangeur d'opium anglais, Suspiria de Profundis, La Malle-poste anglaise , Paris, Gallimard, nouv. éd. ent. rev. et augm., 1990, coll. l'Imaginaire  (ISBN 2-07-071888-3).
- Les Césars, Paris, Gallimard, coll. « Le Promeneur », 1991.
- La Toilette de la dame hébraïque en six tableaux, Paris, Gallimard, coll. « Le Cabinet des lettrés », 1992.
- Les Sociétés Secrètes, Paris, Gallimard, coll. « Le Cabinet des lettrés », 1994.
- Sortilège et astrologie suivi de De la présence d'esprit : un fragment, Paris, Gallimard, coll. « Le Cabinet des lettrés », 1997.
- Le Mangeur d'opium, Paris, Mille et une nuits, coll. « 10F », 2000  (ISBN 2-84205-505-5).
- La Nonne militaire d'Espagne, Gallimard, 2001  (ISBN 9782070762712).
- La Casuistique des repas romains, Paris, Gallimard, coll. « Le Cabinet des lettrés », 2004.
- Sur le heurt à la porte dans «Macbeth», Paris, Gallimard, coll. « Le Cabinet des lettrés », 2009.
- Œuvres, Paris, Gallimard, coll. « Bibliothèque de la Pléiade », 2011.
- De l'assassinat considéré comme un des beaux-arts, Paris, Mercure de France, 1901, traduit par André Fontainas ; Gallimard, coll. « L'Imaginaire », 2011.
- L'Énigme de la Sphinx (The Sphinx’s Riddle), Paris, Allia, 2019, trad. Boris Donné,  (ISBN 979-10-304-1035-8).